# 麻谷ナル駅
麻谷ナル駅（マゴンナルえき）は、大韓民国ソウル特別市江西区加陽洞にあるソウル市メトロ9号線と空港鉄道（A'REX）の駅。
「ナル」（津/나루）は渡し場の固有語である（ただし、駅周辺に歴史的な渡し場はなく、漢江などの河川からも離れている）。9号線のみソウル植物園（서울식물원）の副駅名が設定されている。

## 利用可能な路線
ソウル市メトロ9号線
 9号線 - 駅番号は905
空港鉄道
 仁川国際空港鉄道 - 駅番号はA042

## 駅構造

### ソウル市メトロ9号線
島式ホーム2面4線を有する地下駅。2018年11月30日までは内側2線のみ使用しており、外側の副本線は使用されていなかったが、翌12月1日の中央報勲病院駅延伸開業に伴い当駅が急行停車駅となり、一般列車（各駅停車）用ホームとして使用開始された。

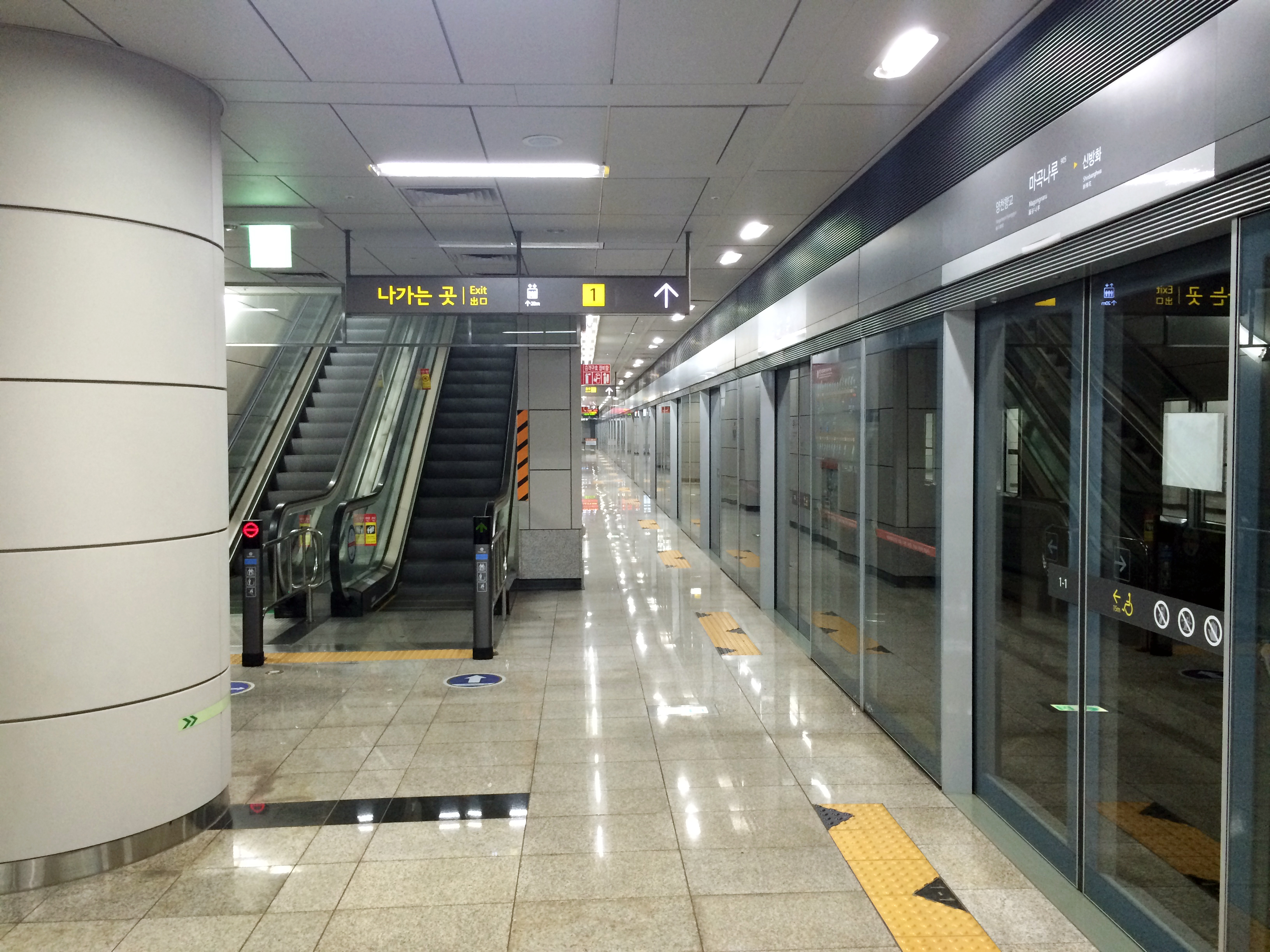
ホーム (2014年)

#### のりば
- のりばの番号は未設定。

| 上り外側 | 9号線 | 一般 金浦空港・開花方面                         |
| 上り内側 | 9号線 | 急行 金浦空港方面                               |
| 下り内側 | 9号線 | 急行 堂山・汝矣島・総合運動場・中央報勲病院方面 |
| 下り外側 | 9号線 | 一般 堂山・汝矣島・総合運動場・中央報勲病院方面 |

### 空港鉄道
相対式ホーム2面2線を有する地下駅。

#### のりば
|  | 上り 空港鉄道 | デジタルメディアシティ・ソウル方面                                   |
|  | 下り 空港鉄道 | 金浦空港・黔岩・仁川国際空港1ターミナル・仁川国際空港2ターミナル方面 |

## 駅周辺
- ソウル植物園（朝鮮語版）
- コードヤード・ソウル・ボタニックパーク
- LGアートセンター
- LGサイエンスパーク
- 麻谷Mバレー

## 歴史
- 2009年7月24日 - 9号線開花駅 - 新論峴駅間が開業。しかし、当駅は開業せず。
- 2010年12月29日 - 仁川国際空港鉄道ソウル駅 - 金浦空港駅間が開業。しかし、当駅は開業せず。
- 2014年5月24日 - 9号線の駅が開業。計画当初、急行停車駅となる予定であったが、乗降客不足が見込まれることから一般（各駅停車）のみ停車となった。
- 2016年
  - 1月29日 - 9号線の駅、地下1階にある電気室から出火する火災が起きた[2]。
  - 5月11日 - 官報第18756号[3] にて空港鉄道 麻谷駅（仮称）の建設確定発表。
- 2018年
  - 9月29日 - 空港鉄道の駅が開業[4]。
  - 12月1日 - 9号線の急行停車駅となる。
- 2019年12月26日 - 9号線の駅にソウル植物園の副駅名を設定。

## 利用状況
近年の一日平均利用人員推移は下記のとおり。なお、2009年は開業日の7月24日から12月31日までの161日間の平均である。
| 路線  | 路線     | 2009年 | 2010年 | 2011年 | 2012年 | 2013年 | 2014年 | 2015年 | 出典  |
| ----- | -------- | ------ | ------ | ------ | ------ | ------ | ------ | ------ | ----- |
| 9号線 | 乗車人員 | 未開通 | 未開通 | 未開通 | 未開通 | 未開通 | 1,412  | 1,955  | [ 5 ] |
| 9号線 | 降車人員 | 未開通 | 未開通 | 未開通 | 未開通 | 未開通 | 1,336  | 1,816  | [ 5 ] |
| 9号線 | 乗降人員 | 未開通 | 未開通 | 未開通 | 未開通 | 未開通 | 2,748  | 3,771  | [ 5 ] |

## 画像

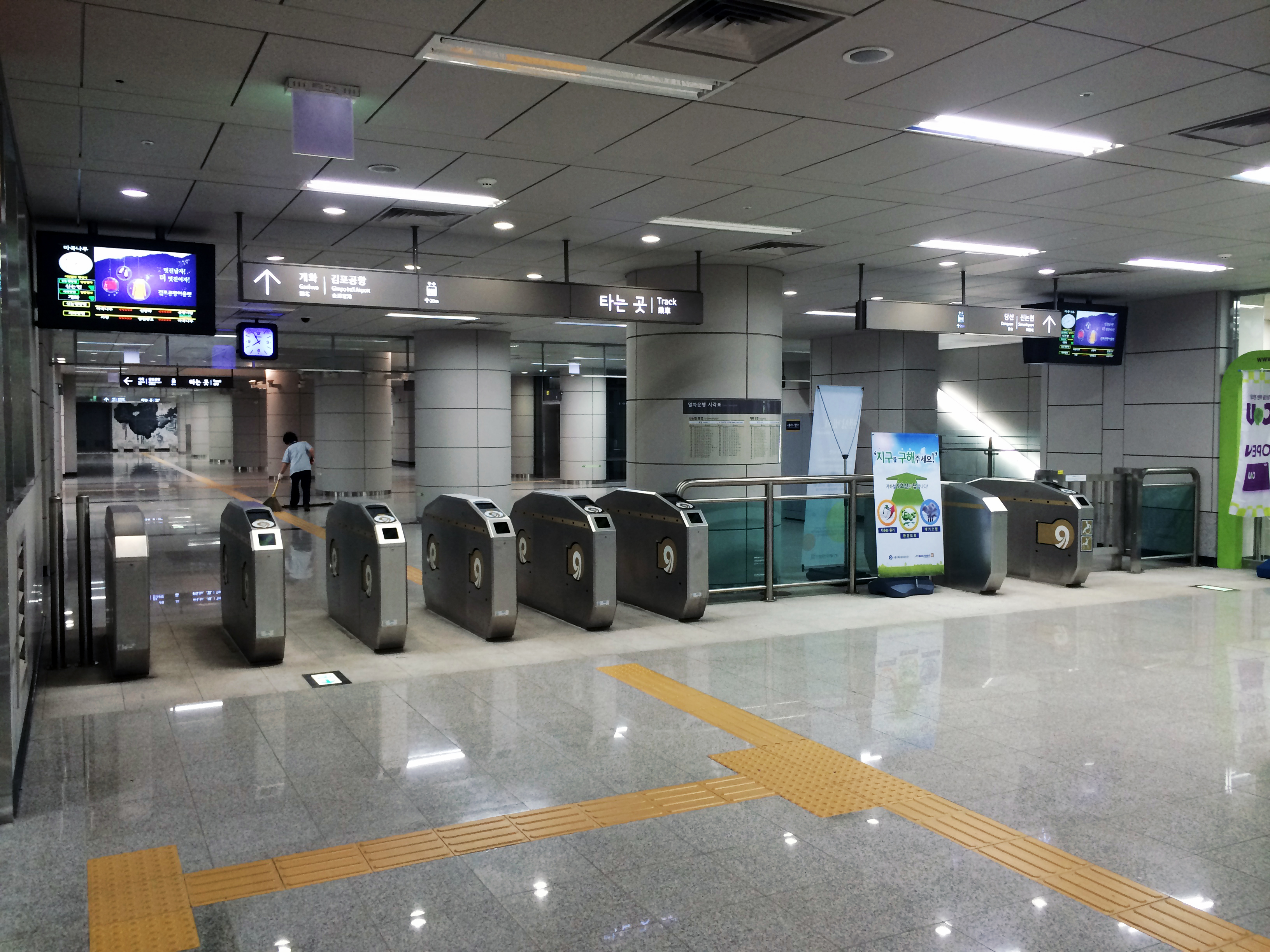
改札口

## 隣の駅
ソウル市メトロ9号線
 9号線
急行
金浦空港駅 (902) - 麻谷ナル駅 (905) - 加陽駅 (907)
一般 (各駅停車)
新傍花駅 (904) - 麻谷ナル駅 (905) - 陽川郷校駅 (906)
空港鉄道
 仁川国際空港鉄道
直通
通過
一般 (各駅停車)
デジタルメディアシティ駅 (A04) - 麻谷ナル駅(A042) - 金浦空港駅 (A05)